# Eugene Rwamucyo
 (novembre 2009).
Si vous disposez d'ouvrages ou d'articles de référence ou si vous connaissez des sites web de qualité traitant du thème abordé ici, merci de compléter l'article en donnant les références utiles à sa vérifiabilité et en les liant à la section « Notes et références ».
Eugene Rwamucyo, né le 6 juin 1959 à Munanira (commune de Gatonde, préfecture de Ruhengeri au Rwanda), est un médecin rwandais, spécialiste en médecine du travail, en hygiène et toxicologie environnementale et industrielle, poursuivi pour génocide et crime contre l’humanité dans le génocide des Tutsi au Rwanda.

## Biographie
Eugène Rwamucyo est né le 6 juin 1959, il a grandi dans une famille hutue, s'est rapproché du militantisme anti-tutsi au retour de ses études de médecine en Russie à la fin des années 1980, Eugène Rwamucyo a été médecin-enseignant à l’université.

## Engagement politique
Eugene Rwamucyo est un opposant au régime du FPR dirigé par Paul Kagame, qui prit le pouvoir à l’issue du génocide rwandais de 1994.
Engagé politiquement depuis sa fuite du pays en 1994, il est accusé par Kigali d'avoir participé à des réunions de responsables génocidaires à Butare, mais se défend catégoriquement d'avoir participé au génocide des Tutsis au Rwanda et dénonce un harcèlement politique, judiciaire et diplomatique.
Il est condamné par contumace en 2007 à perpétuité au Rwanda.
Le 17 octobre 2009, Eugene Rwamucyo est suspendu à titre conservatoire de ses fonctions de médecin au Centre hospitalier de Sambre-Avesnois à Maubeuge, à la suite d'une note d’Interpol l’accusant d’avoir contribué à la planification du génocide perpétré contre les Tutsi de 1994. En avril 2010, il est licencié de l’hôpital.
Venu assister à Sannois (Val-d'Oise), en France, le 26 mai 2010 aux obsèques de Jean-Bosco Barayagwiza, Eugene y est interpellé.
Les juges de la Cour d'Appel de Versailles le 15 septembre 2010, après 113 jours de détention provisoire, rejette la demande d'extradition vers le Rwanda et décide sa mise en liberté immédiate.
Eugene Rwamucyo a toujours nié toute implication dans une quelconque planification des massacres survenus au Rwanda en 1994 et a donné de nombreuses conférences,[source insuffisante] et interviews à la presse française et belge pour protester contre les accusations portées contre lui.
En 2013, il est mis en examen à Paris pour participation à une entente en vue de commettre le crime de génocide. Concernant les crimes de génocide et de complicité, il est placé sous le statut de témoin assisté. Son avocat Me Philippe Meilhac déclara à l'AFP: « Le fait que mon client ait été placé sous le statut de témoin assisté, et pas mis en examen, pour 'génocide' témoigne des doutes des juges sur ce dossier et sur la plainte qui avait été déposée contre lui ».
En octobre 2020, des juges d’instruction français, puis en septembre 2022 la chambre d'instruction, ont ordonné le renvoi devant la cour d’assises de Paris de Eugène Rwamucyo pour génocide et crime contre l’humanité. Selon l’AFP de sources concordantes, « La chambre de l’instruction de la cour d’appel a confirmé, en toutes ses dispositions, l’ordonnance de non-lieu partiel et de mise en accusation de M. Rwamucyo », a indiqué une source judiciaire. « Cette décision n’est pas acceptée par Eugène Rwamucyo qui clame son innocence depuis le début », a réagi auprès de l’AFP son avocat, Me Philippe Meilhac, qui s’est toutefois dit « satisfait que le non-lieu ordonné pour quatre des huit chefs de l’information judiciaire soit confirmé ». Sur les charges retenues, « c’est un dossier extrêmement fragile qui justifie un pourvoi en cassation », a-t-il observé.
M. Rwamucyo fait appel de cette décision et rejette catégoriquement toute implication dans le génocide.
Après le rejet de ses pourvois en appel et en cassation, son procès se tient du 1er au 29 octobre 2024 devant la cour d'assises de Paris. Le 28 octobre, trente ans de prison sont requis par la justice. Le 30 octobre, la cour d'assises de Paris le condamne à vingt-sept ans de prison, pour complicité de génocide et complicité de crimes contre l’humanité.

## Publications
- BigTactic de Museveni et Kagame en Afrique tropicale: Illustré par 42 des 253 NRA-FILES d’archives secrètes de l’Armée nationale ougandaise (Français Edition) Kindle Edition: https://www.amazon.in/BigTactic-Museveni-Kagame-Afrique-tropicale-ebook/dp/B0BGCHQRQQ
- en collaboration avec P. Paradis, Overweight hospital staff and promoting workplace health, Maubeuge, Paris, Perugia, 2009
- Toutes les publications du Dr Eugène Rwamucyo